# Política da Argentina
Após a revisão de 1994, a Constituição da Argentina estabelece a separação dos poderes, quer ao nível nacional, quer ao nível provincial. O presidente e o vice-presidente são eleitos por sufrágio universal para mandatos. Cada eleito só pode exercer dois mandatos consecutivos. O presidente é ao mesmo tempo o chefe de estado e o chefe de governo. É ele que nomeia o governo e, caso de "urgência e necessidade" pode legislar por decreto.
O parlamento da Argentina (o Congresso Nacional) tem duas câmaras: o Senado com 72 lugares e a Câmara de deputados (Câmara de deputados) com 257 membros. Os senadores são eleitos por sufrágio universal em cada província. Cada província, incluindo a Capital Federal, tem direito a 3 senadores, que cumprem mandatos de 6 anos. Um terço dos lugares do Senado vão a eleições de dois em dois anos. Os membros da Câmara de Deputados são eleitos para mandatos de 4 anos.

## Estrutura do Estado

### Poder Executivo

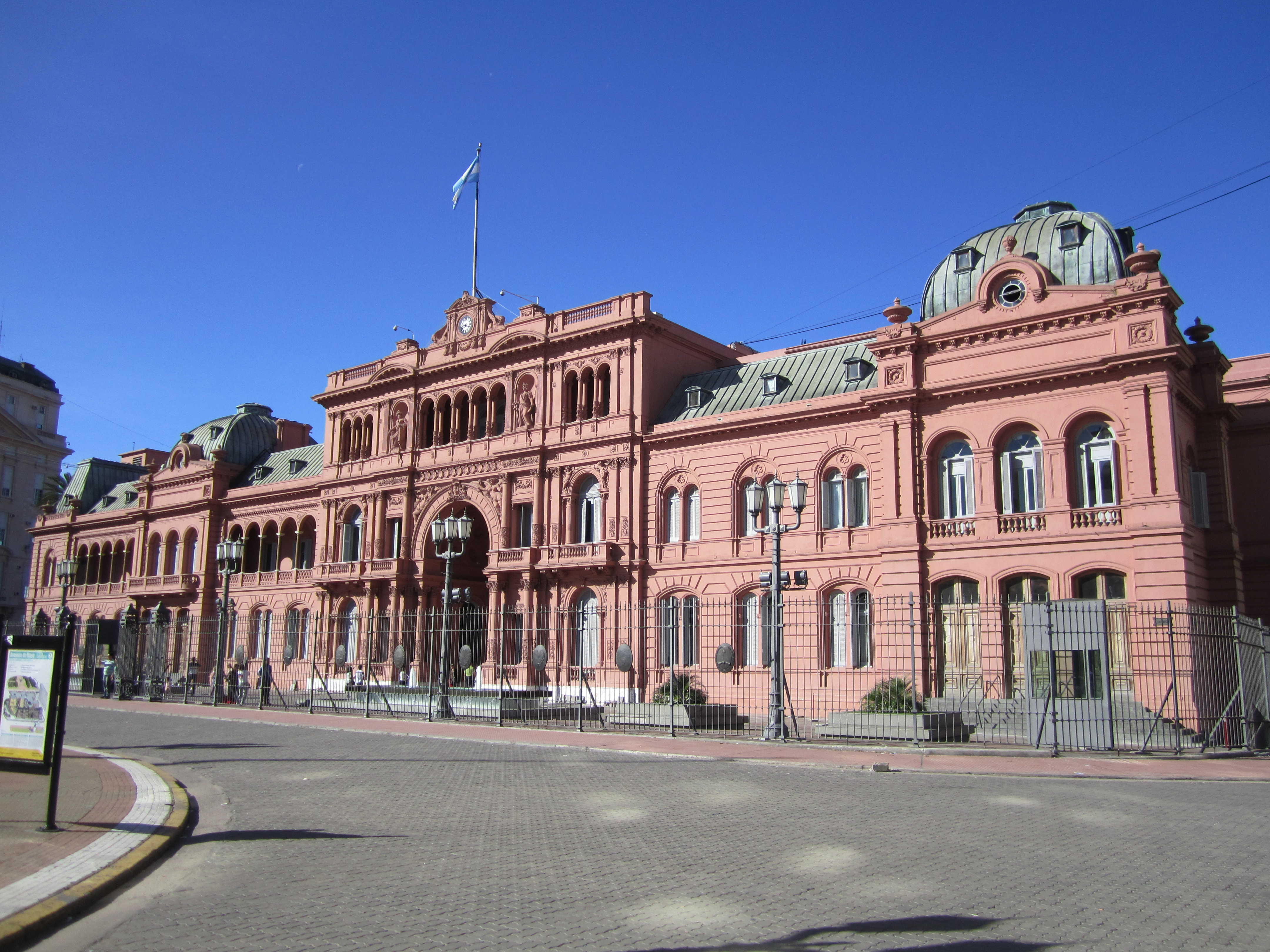
Casa Rosada, sede do poder executivo.

O Estado argentino adota a divisão em "três poderes", sendo eles o Executivo, Legislativo e Judiciário. A Constituição destaca ainda, no mesmo patamar, as demais instituições que compõem o Estado sem necessariamente compor um destes três poderes citados. 
O Executivo é chefiado pelo Presidente da Nação, que se encarrega da administração nacional e do cumprimento dos "interesses do Estado". O Presidente é eleito, juntamente com seu vice-presidente, através do sufrágio universal direto em "distrito único". A reforma constitucional de 1994, introduziu na Argentina o sistema de segundo turno (também chamado "a duas voltas"), sendo que para evitar este recurso, uma das chapas concorrentes deve registrar 45% ou mais votos válidos no "primeiro turno". O Presidente é o chefe do pais e do governo e o responsável político da administração-geral do país; acumula ainda o posto de comandante-em-chefe das Forças Armadas. O Presidente da Nação governo através de um gabinete, para o qual nomeia um presidente e demais ministros.

### Poder Legislativo

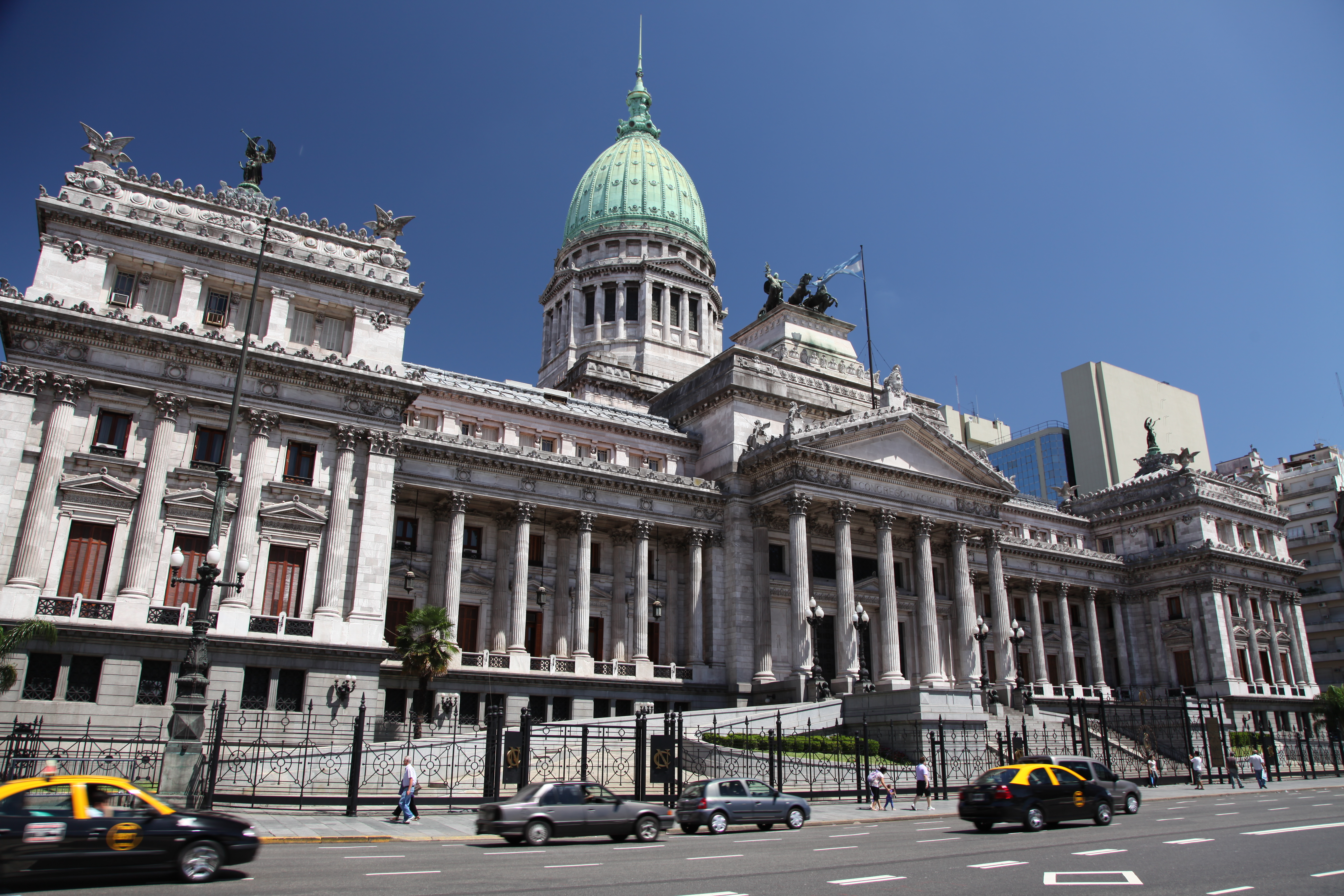
Congresso da Nação Argentina, sede do poder legislativo.

O Congresso tem sessões ordinárias anuais entre 1 de março e 30 de novembro. Contudo, o  Presidente da Nação pode convocar sessões extraordinárias ou prorrogar as sessões. No primeiro caso é o Presidente quem determina os temas a tratar, mas no segundo o Congresso tem livre iniciativa. 
Cada uma das Câmaras tem atribuições particulares. A Câmara de Deputados tem a iniciativa em leis que tratam sobre contribuições e recrutamento de tropas, recebe os projetos de lei surgidos por iniciativa popular, acusar ante o Senado ao Presidente, Vice-presidente, Chefe de Gabinete, ministros do Poder Executivo e membros da Corte Suprema por Julgamento Político e submeter a consulta popular um projeto de lei. A Câmara de Senadores é Câmara de Origem na lei, convenio sobre o regime de coparticipação federal de impostos, é Câmara de origem em projetos de lei que promovem o povoamento e o crescimento harmônico da Nação, autoriza ao Presidente para que declare o estado de sitio em caso de ataque exterior, julga em julgamento público aos acusados pela Câmara de Deputados e presta acordo ao Presidente para designar aos membros da Suprema Corte aos demais juízes federais, ministros plenipotenciários, encarregados de negócios e de oficiais superiores das Forças Armadas.

#### Partidos políticos
Os dois maiores partidos políticos da Argentina são o Partido Justicialista (PJ), partido classificado como um partido pega-tudo e que evoluiu dos esforços de Juan Perón na década de 1940 para expandir o papel dos trabalhadores no processo político e a União Cívica Radical (UCR), partido social-democrata fundado em 1891. A maioria dos numerosos partidos políticos que surgiram nas últimas duas décadas tem suas origens ou mesmo a maior parte de sua identidade ligada a eles.
O atual partido a exercer presidência da república da Argentina é o Partido Justicialista, partido de esquerda, fundado em 1946.

### Poder Judiciário

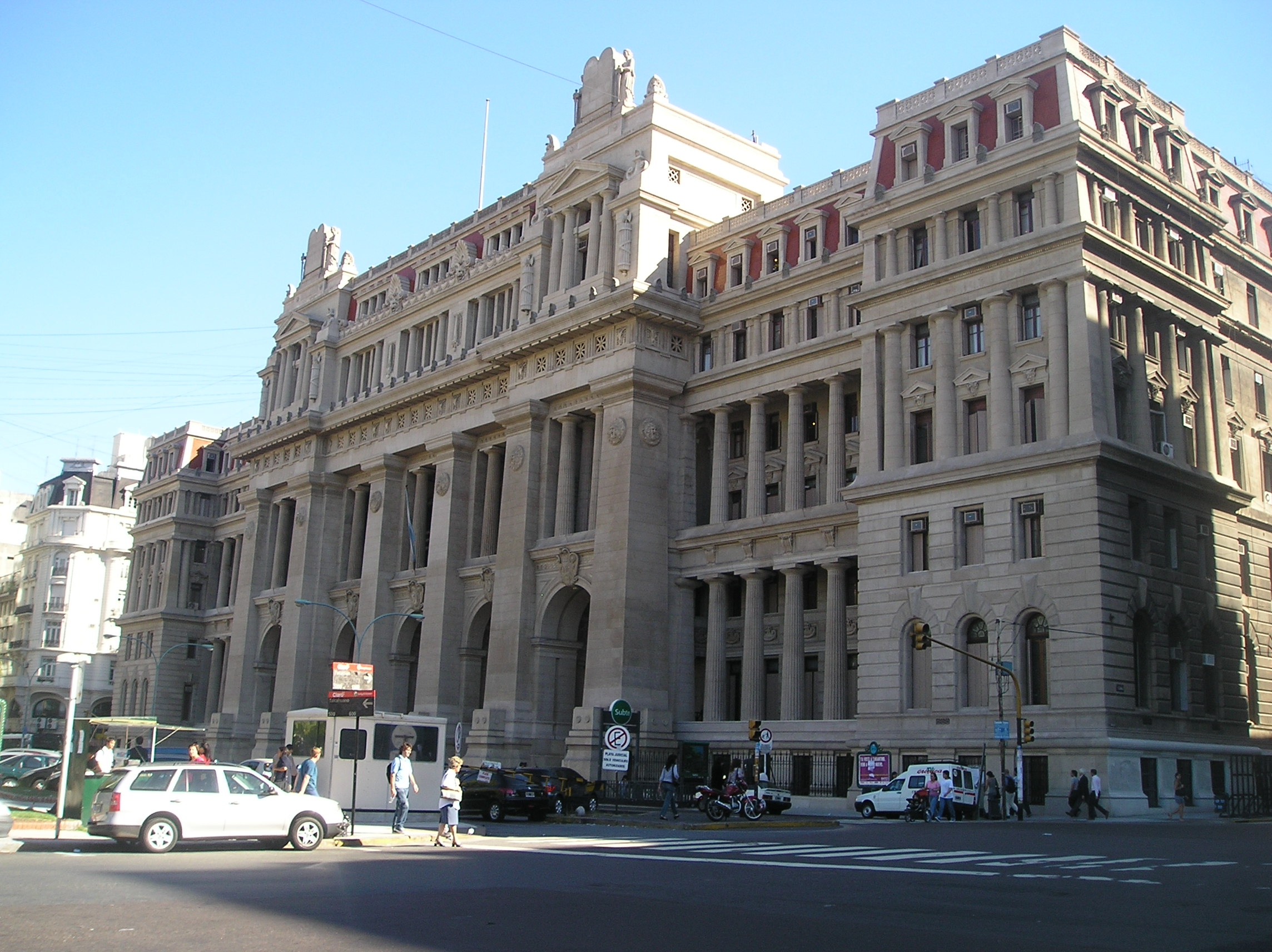
Corte Suprema de Justiça, sede do Poder Judiciário.

A Constituição Argentina de 1853 determinou que a Corte Suprema deveria ser composta por nove juízes e dois ficais.
Esta Corte é o último dos tribunais na hierarquia judicante da Argentina. Suas decisões não pode ser apeladas para nenhuma outra instância - ocupando assim o mais elevado grau de jurisdição. A ela também cabe o julgamento dos casos em que se põem em dúvida a constitucionalidade de alguma lei ou de decisões dos tribunais inferiores. Para apresentar a nomeação é necessária a maioria de dois terços dos senadores para a aprovação. Pode declarar nula uma lei aprovada pelo Congresso Nacional Argentino que porventura esteja incompatível com a Constituição da Nação Argentina.
São requisitos para ser membro desta Corte:
- Oito anos de exercício da advocacia (mesmo requisito para o cargo de senador);
- Ser escolhido pelo Presidente da República, com aprovação posterior do Senado;
- Gozar de ilibada reputação.

Uma vez atingindo o limite de 75 anos, o Ministro deve ser submetido a nova aprovação pelo Senado.